# Clair Martins
Clair da Flora Martins (Porto União, 17 de julho de 1945) é uma advogada e política brasileira. De fevereiro de 2003 a fevereiro de 2007, foi Deputada Federal pelo estado do Paraná, sendo a primeira mulher a representar o Paraná na Câmara dos Deputados.

## Biografia
Martins possui graduação em Direito (1969) pela Pontifícia Universidade Católica do Paraná (PUC) e licenciatura em Letras (1975) pela Universidade Federal do Paraná (UFPR), bem como pós-graduação em literatura brasileira (1977) pela Universidade Federal de Santa Catarina (UFSC) e especialização em direito contemporâneo (1993) pela PUC-PR.
Na década de 1960, Martins começou a envolver-se com a política em protestos contra a ditadura militar. Integrante da Ação Popular (AP), foi presa e torturada por funcionários do Departamento de Ordem Política e Social (DEOSP). Quando deixou a prisão, passou a advogar no Paraná, estabelecendo em 1979 o escritório de advocacia Clair da Flora Martins Advogados Associados.
Martins integrou diversas associações da classe dos advogados, chegando a presidir a Associação Brasileira dos Advogados Trabalhistas (ABRAT) de 1998 a 2000. Em 2000, elegeu-se Vereadora de Curitiba pelo Partido dos Trabalhadores (PT), a qual estava filiada desde 1994. Em 2002, elegeu-se Deputada Federal com 59,1 mil votos. Na câmara baixa do parlamento brasileiro, integrou a Comissão de Trabalho, Administração e Serviço Público, sendo sua primeira Vice-Presidente, além da Comissão de Legislação Participativa.
Enquanto Deputada, Martins manteve divergências com o PT, recebendo punições do partido por votar de forma oposta ao recomendado pela Executiva Nacional. Em 2006, concorreu à reeleição, mas seus 28,3 mil votos garantiram-lhe apenas a suplência. Citando divergências ideológicas com o PT, deixou o partido em 2007 e filiou-se ao Partido do Movimento Democrático Brasileiro (PMDB), argumentando identificar-se com políticas implementadas pelo Governador Roberto Requião. No entanto, no mesmo ano migrou para o Partido Socialismo e Liberdade (PSOL), anunciando em 2008 sua pré-candidatura à Prefeitura de Curitiba, não concretizada alegadamente por motivos pessoais.
Em 2007, Martins deixou o PSOL para entrar no Partido Verde. Foi uma das articuladoras da candidatura de Marina Silva à Presidência da República na eleição de 2010, sendo candidata a Deputada Federal pelo PV naquele ano, não obtendo êxito. Em seguida, participou da formação da Rede Sustentabilidade, coordenando os esforços no estado, e em 2014 candidatou-se novamente a Deputada Federal, desta vez pelo Partido Pátria Livre (PPL). Ela conseguiu 3,9 mil votos, não sendo eleita.